# دراگون کوئیست: داستانی برای تو
دراگون کوئیست: این داستان توست (Dragon Quest: Your Story) یک انیمیشن ماجراجویی و خانوادگی محصول نتفلیکس به کارگردانی تاکاشی یامازاکی کارگردان فیلم‌نامه‌نویس و هنرپیشه اهل ژاپن است که در سال ۲۰۱۹ منتشر شد. در این انیمیشن افرادی همچون کاسومی آریمورا ، استیون بلوم، ترور دووال، پاول گویت، زانث هاین، سیسی جونز، نیل کاپلان، جولیان لرنر، هادسن لاورو، یوری لاونتال، جیسون مارنوکا و… به صداپیشگی پرداخته‌اند.

## خلاصه داستان
این انیمیشن بر اساس پنجمین سری از بازی دراگون کویئست ساخته شده‌است. لوکا به عنوان فرزند شایسته پدرش تصمیم می‌گیرد تا مادرش را از چنگال «اربو دیوان» نجات دهد اما او ابتدا باید فردی برگزیده را پیدا کند که بتواند شمشیر زنیت را به دست آورد و…